# Музей-садиба Андрія Малишка
Музей-садиба Андрія Малишка — у місті Обухові Київської області. Експозиція музею присвячена життю і творчості українського поета Андрія Самійловича Малишка, а також етнографії Південної Київщини. 
Музей міститься в хаті, у якій в родині чоботаря Самійла Малишка народився найменший серед дітей, майбутній поет Андрій Малишко. Хатина розташована на околиці сучасного Обухова на вулиці Андрія Малишка.

## З історії створення та експозиції
Музей-садибу Андрія Малишка в Обухові було відкрито в лютому 1991 року спільними зусиллями вдови поета Любові Василівни Забашти і його племінниці Ольги Сергіївни Малишко за сприяння Обухівської міської ради.  
Протягом екскурсії музеєм, зокрема для школярів, фахівець-робітник закладу розповідає про дитинство і юність поета, що проходила в одному з мальовничих куточків Обухова, його родину, життя і творчість поза отчою домівкою. Серед цікавих експонатів, пов'язаних з Андрієм Малишком, — робочий стіл із друкарською машинкою, книги та особисті речі поета.
Крім цього, у садибі-музеї можна ознайомитись з етнографією південної Київщини.

## Галерея

вказівник перед музеєм
меморіальна дошка на стіні садиби
з етнографічної експозиції музею
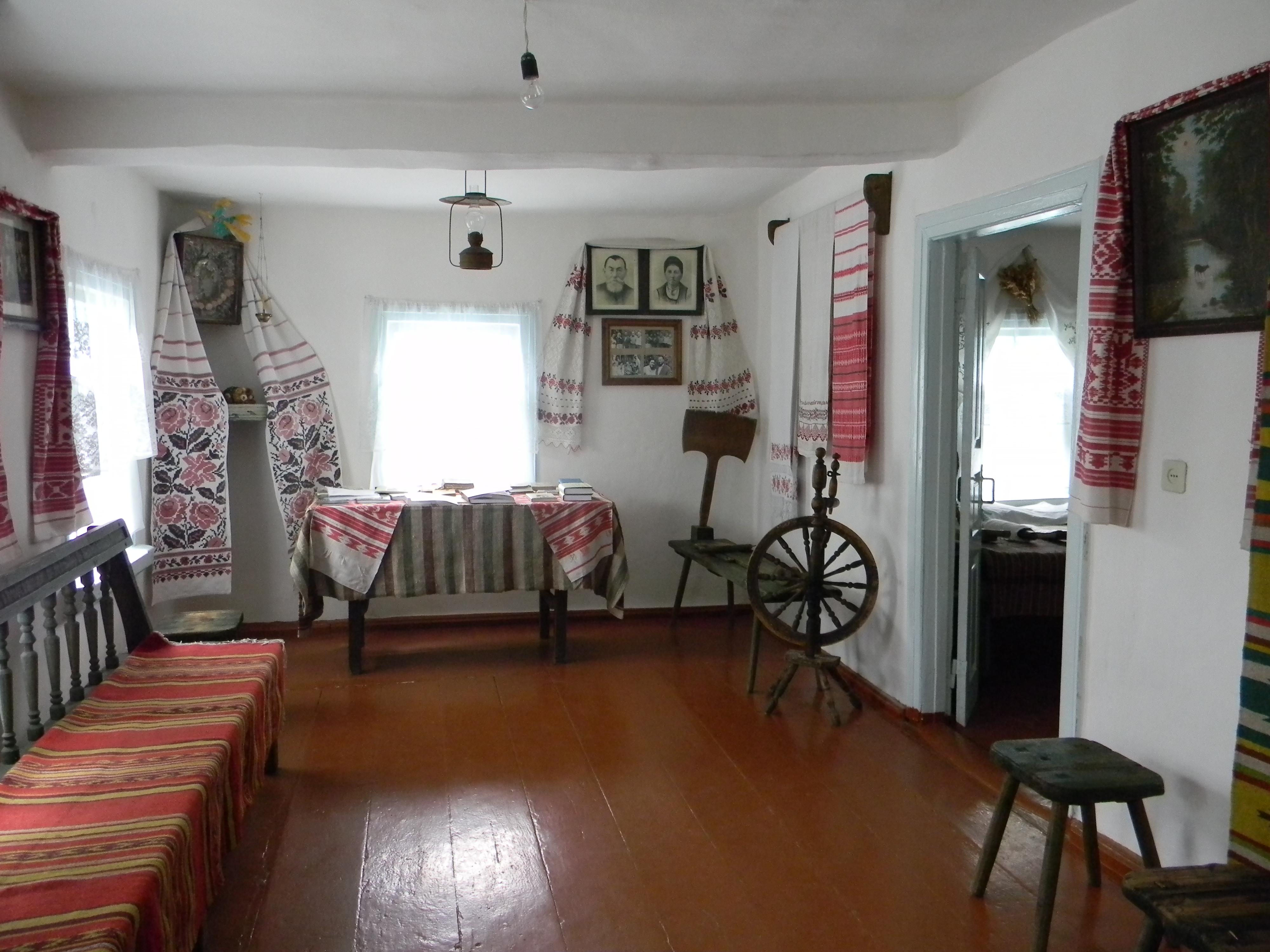
інтер'єр музею-садиби